# Dosed
"Dosed" é uma música do Red Hot Chili Peppers de seu álbum de 2002, By the Way. Foi lançada como um single promocional nos EUA e Canadá, enquanto "Universally Speaking", foi lançado no Reino Unido. Chegou ao número 13 na Modern Rock Tracks gráficos EUA em 2003.
Esta canção apresenta quatro guitarras tocando todos os riffs completamente diferentes, o que faz com que a canção nunca ter sido tocada ao vivo até 28/05/2017, quando em um show em Edmonton, Canadá, a música foi tocada pela primeira vez. É executada através de etapas, cada vez que repetir o verso original até o término da canção. Entre os versos, solos de guitarra podem ser ouvidos a partir das quatro guitarras que tocam. As primeiras linhas e a terceira do coro é cantada por John Frusciante e Anthony Kiedis juntos em harmonia, enquanto a segunda e a quarta são cantadas apenas por Anthony Kiedis.
Em 2006, durante a Stadium Arcadium Tour, Anthony Kiedis cantou alguns versos da música, a pedido de um fã. Em 2012, durante a I'm With You Tour, o atual guitarrista da banda, Josh Klinghoffer, fez um pequeno tease da canção durante uma apresentação da banda em Atenas e repetiu o tease alguns dias depois em Istanbul. Em 2013, na turnê da banda pelo Brasil, Josh tocou novamente um trecho de Dosed durante a apresentação da banda na Arena Anhembi, em São Paulo, e dois dias depois no Rio de Janeiro.

## Créditos
- Anthony Kiedis – vocal
- Chad Smith – bateria
- Flea – baixo
- John Frusciante – guitarras e backing vocal